# 天皇
天皇（日语：／ tennō */?）是日本的君主，為當今世界惟一仍使用「皇帝」頭銜的國家元首，以其為首的日本皇室則是世界現存最古老的君主家族。日本首部憲法《大日本帝國憲法》明文規定其為日本的國家元首；接續施行至今的《日本國憲法》則定義其為國家及國民整體的象徵，並未明確其國家元首地位，使得天皇成為虛位元首，同時規定天皇主要職責是任命內閣總理大臣（首相）、批准國務大臣等高階官員的任免、解散眾議院、簽署法律、以及進行禮儀性的外交活動等，統稱為「國事行為」。現任（第126代）天皇為德仁，其為上皇明仁與上皇后美智子之長子，年號令和，於2019年5月1日繼位、同年10月22日舉行即位大典。

## 概述
天皇族系號稱「萬世一系」，從首任的神武天皇（傳說西元前660年登基）以來一脈相傳，並不像中國、朝鮮、越南等周邊國家经历多次改朝换代，這是由於天皇在日本歷史上鮮少掌握實權，而使皇祚綿長。

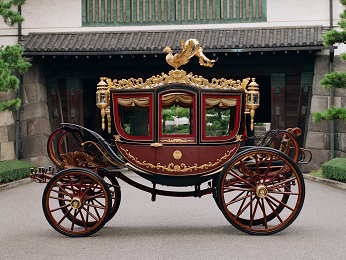
天皇的皇室馬車

在神道信仰的傳統中，天皇被認為是天照大神的後裔，故具有「神性」，由此日本古代認為天皇與整個皇室是超乎凡人的存在，至今都未有姓氏（史学研究称其为源氏或天皇家）。另外，日本傳統上視天皇為神道最高祭司，所以天皇必须信奉神道；在帝國時代，日本政府發展出國家神道思想，認天皇為「現人神」，政治上利用「天皇等於日本」的神性思想，進行積極愛國意識形態宣傳，引發了不少衝突。二戰後，昭和天皇發表《人間宣言》，明確表示天皇與一般平民都一樣是人，而並非神，放棄了被賦予的神性，使日本社會走向世俗化。
現任天皇通常被稱為「今上天皇」，敬稱「陛下」。退位後的天皇被尊為「太上天皇」（簡稱上皇）；若其退位後出家則尊為「太上法皇」（簡稱法皇）。第125代天皇明仁於2019年生前退位時，首開先例不採用「太上天皇」尊號，改用新尊號「上皇」，以避免外界聯想起日本歷史上的院政。此外，天皇駕崩時會先被稱為「大行天皇」，之後再正式諱稱為「谥号+天皇」；明治维新以來實施一世一元制，天皇崩後追號採在世時的年号，例如明治天皇、大正天皇、昭和天皇。基於這個原因，現時不能稱呼仍然在世的上皇明仁為「平成天皇」、今上天皇德仁為「令和天皇」。

## 名稱由來
「天皇」一詞源自道教、儒教的天皇大帝。首位自稱（西元674年）天皇者為唐高宗李治，其死後謚號亦为「天皇大帝」，也是中國唯一使用天皇稱號的皇帝。日本方面最早的文字记载是《飛鳥淨御原令》，由第40代天武天皇時代起草，後於西元689年頒佈。
日本早期（西元第一至三世纪）小邦林立，各小邦的君主称「王」或「君」，西元第四、五世纪诸邦形成联盟，首领改称「大王」（日语：／）、「大公」或「大君」，以及稱「治天下大王」。天武天皇時因遣唐使引入中華文化，受到同時期自稱天皇的唐高宗所影響，又因崇尚道教的北斗信仰，乃以天皇為稱謂。天皇和皇帝的稱謂有差異，兩者不同之處在於天皇的宗教性質比較強烈，其後还曾有天皇和「皇帝」称号并用的情况，如43代元明、45代圣武（追谥）、46代孝谦、50代桓武。士大夫亦喜稱天皇為「上」或「大君」。
外交场合使用首次「天皇」一词据称是推古天皇时期，日本書紀記載，推古天皇第二次遣使隋朝的国书中有「东天皇敬白西皇帝」之句，但是中國對此並無記載，可能是天武天皇欲加強其名銜正當性所杜撰，明治元年（1868年），日本致外国首脑信件、国际条约批准书、宣战诏书仍用皇帝之稱，1936年推行大東亞共榮圈的口号後，对外就完全使用天皇称号。

## 歷史

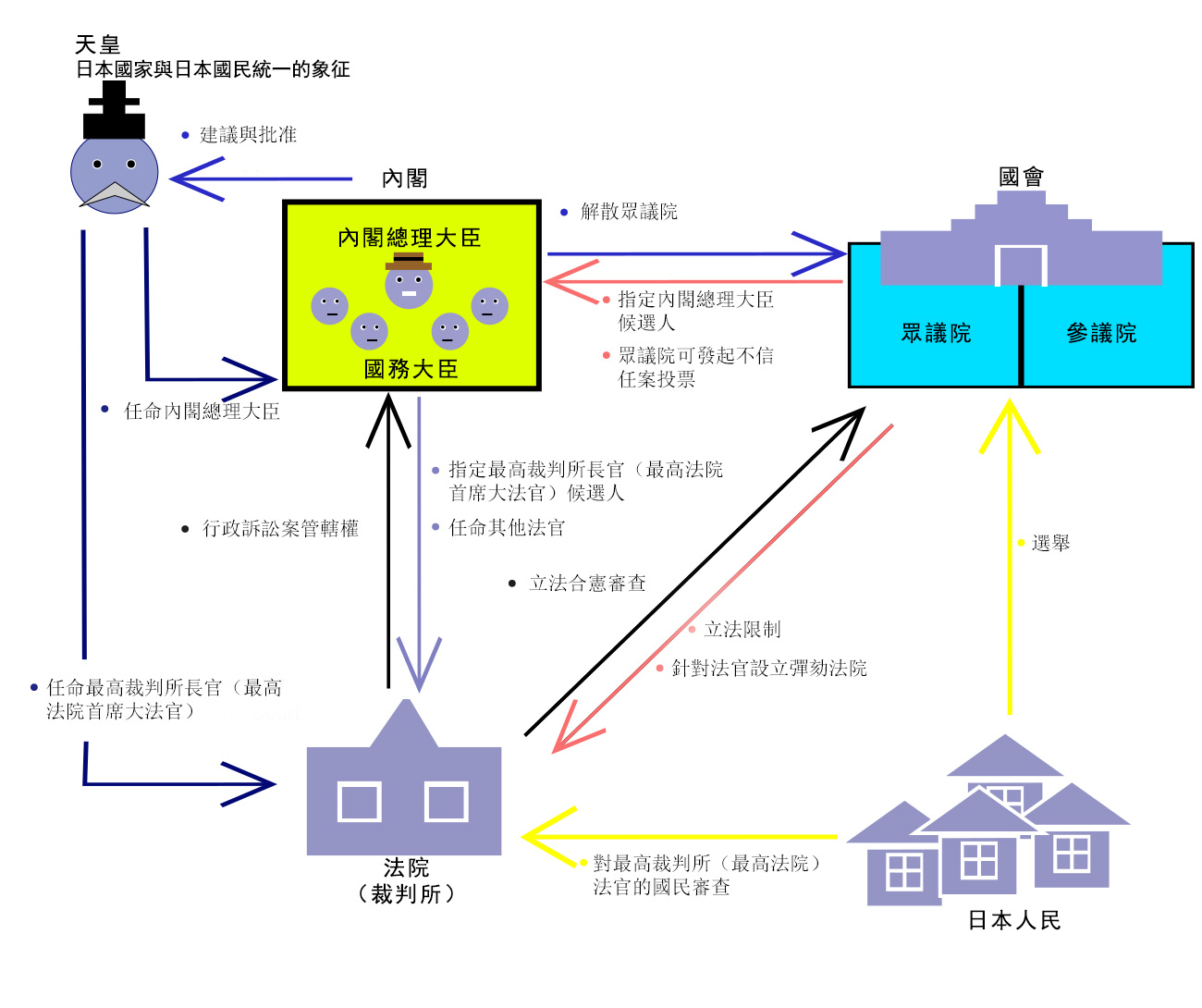
日本現行憲法下，天皇的虛位元首性質

### 古代

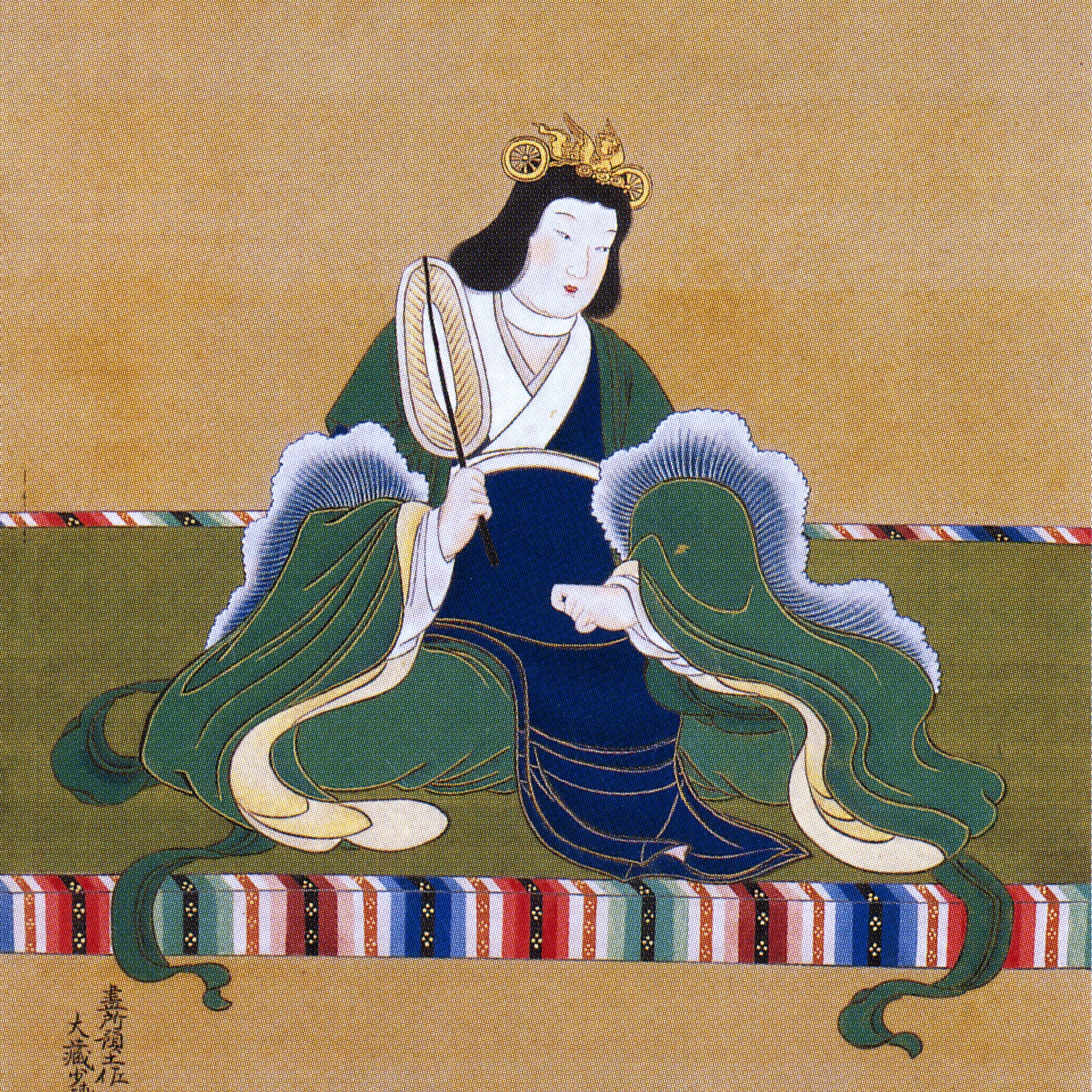
推古天皇（第33代）

日本正史《日本書紀》称，天皇乃是日神天照大神後裔，此成为日本君权神授的依据。旧时日本史书一直宣称天皇是「萬世一系」，即所有天皇都来自同一家族，日本历史上，皇室未有家族更迭。事实上，中古时期的日本小国林立，最后由位于本州岛中部（奈良縣）的倭朝廷实现统一，倭（やまと）也就成為日本的别称。倭朝廷成立前出现过多次王位的争夺，而當時歷史紀錄靠史官口頭背誦，沒有留下可供佐證的文字史料，然而東亞國家中除中國之外，存留有最早文字史料的國家即是日本。
韓國的《百濟記》、《百濟新撰》、《百濟本紀》據傳比《日本書紀》早，卻除了《日本書紀》所引用的部分之外完全失傳。今存的《三國史記》比《日本書紀》晚了數個世紀，僅有中國史學家陳壽所撰《三國志》的魏書·東夷傳·倭人條可做參考。日本是在律令制开始后才有「天皇」一名。在《日本國史略》中有「自天照皇太神創業垂統，而神武天皇初都中國、一統天下，歷正天皇正統一系，亘萬世而不革。天下即一人之天下。」一辭，不過萬世一系四字則是到19世纪末明治维新左右才形成並寫入《大日本帝国宪法》之中。

### 幕府時代
自6世纪倭国征服本州及九州大部分地区后，天皇权力达到顶峰。但其作为日本实际统治者的时间并不长。从10世纪开始，日本经历了摄关政治、源平相争，權貴門閥把持政權；有些天皇或負氣禪讓，自稱上皇；或剃髮出家，自稱法皇，在院廳或伽藍之中實施院政。

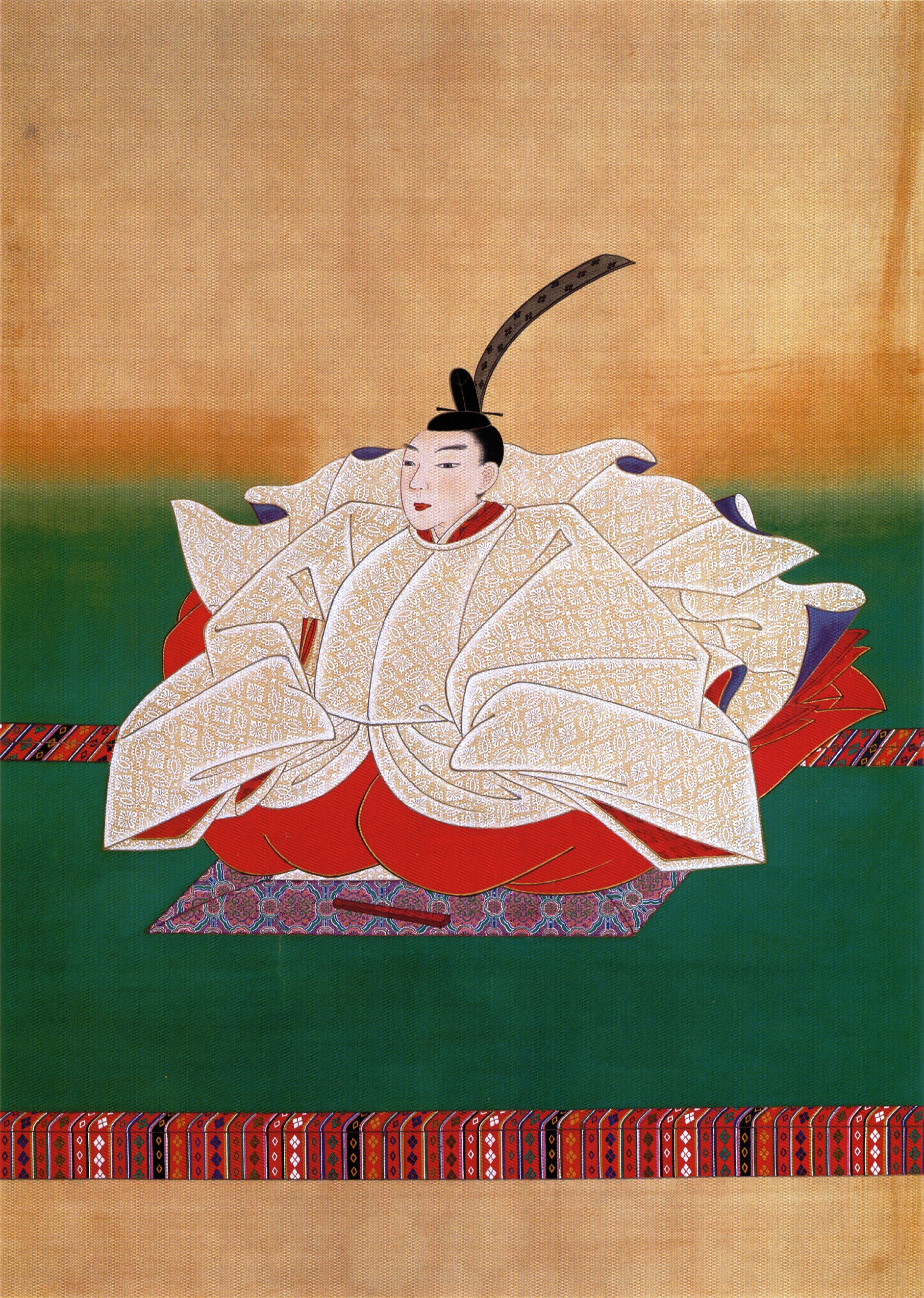
後桃園天皇（第118代）

12世紀後，日本進入數世紀的武家政權（軍事政權）時代，政府被幕府將軍或僭稱公卿的武家階層掌控，包括了平氏政權、镰仓幕府、室町幕府、織田政權、豐臣政權與江户幕府，天皇的政治權力及存在作用被架空長達近千年。

### 近現代

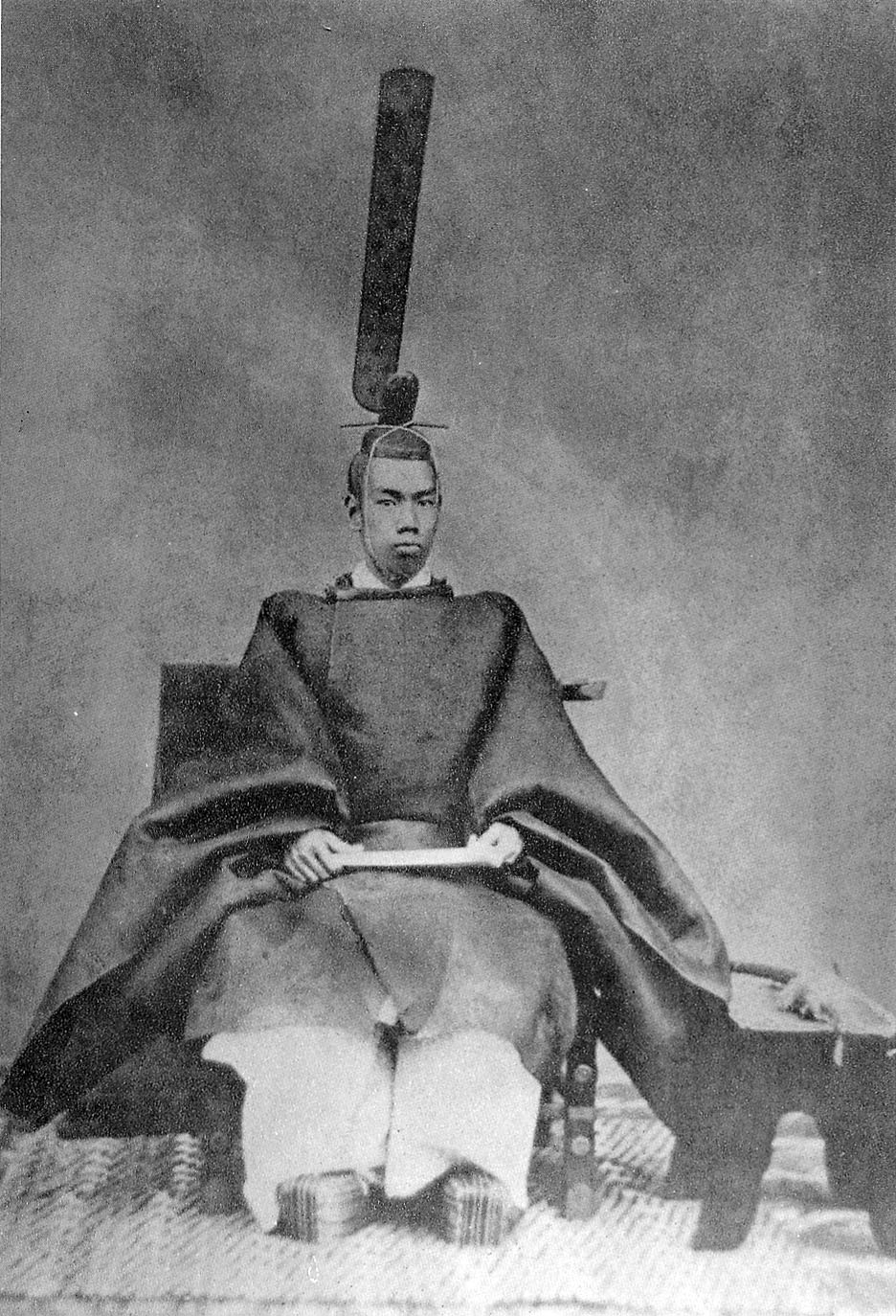
明治天皇（第122代）

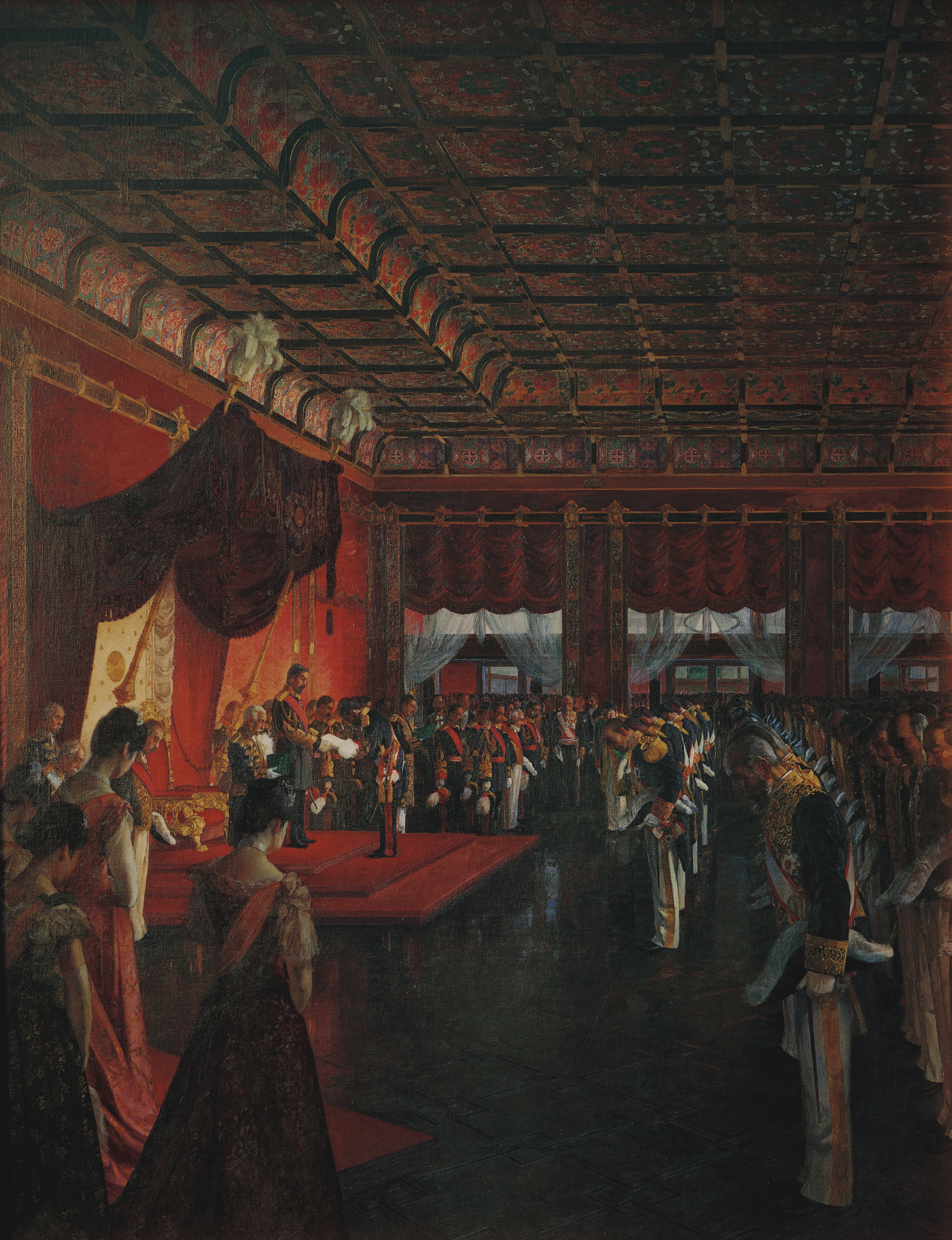
憲法制定

1867年（慶應3年）明治天皇登基，江戶幕府迫於時局而將政權交還朝廷，武家統治結束，天皇重新掌权。在明治天皇與伊藤博文等元老主導下，日本引進歐陸國家的二元制君主立憲制，並於1890年（明治23年）施行《大日本帝國憲法》，天皇成為「神聖不可侵犯」的統治者、大日本帝国的皇帝兼大元帅，擁有絕對的政治權力。
另一方面，當時的日本政府將神道信仰發展成近乎國教地位的「國家神道」，由於天皇在傳統上被認為是天照大神後裔，因此天皇被神格化尊為「現人神」，意為以人的型態存在於現世的神。1912年（明治45年）7月30日，明治天皇驾崩，32歲的嘉仁繼位，取易經「大亨以正，天之道也」之意，改元大正。
昭和天皇登基後不久，日本在東條英機等軍部帶領下投入侵略中國與第二次世界大戰戰事中。1943年（昭和18年）11月开罗会议期间，美国总统羅斯福曾就廢除日本天皇制度的問題征求中国领导人蔣介石的意见，蔣介石謂戰爭的禍首是日本軍閥，國體問題可待戰後日本人自行決定:693。
二戰後，日本被同盟國佔領，並在軍政統治下建立议会民主制；同盟國原計划廢除天皇制，但為穩定局勢，並防範舊建制一旦被完全肅清造成的政治真空，或令蘇聯有機可乘，在日本扶植親共勢力，甚至建立親蘇政權，故允许保留天皇做为象征性的国家元首，即「象徵天皇制」。1946年（昭和21年）元旦，昭和天皇在同盟國佔領當局的主導下发表《人间宣言》，承认天皇是人而非神，依同年年末頒布之《日本國憲法》，現今天皇的主要职责是任命内阁总理大臣（首相），批准法律、政令及条约，召集国会，批准國務大臣的任免，出席礼仪性的外交事務活動和国家儀典等。
1989年1月7日（昭和64年）昭和天皇崩御，享壽87歲，其長子明仁於當日即位为第125代天皇，並於隔日改元平成。1990年（平成2年）11月12日在東京皇居舉行即位禮，這也是天皇的登基儀式首次離開京都在東京舉行。

### 21世纪後

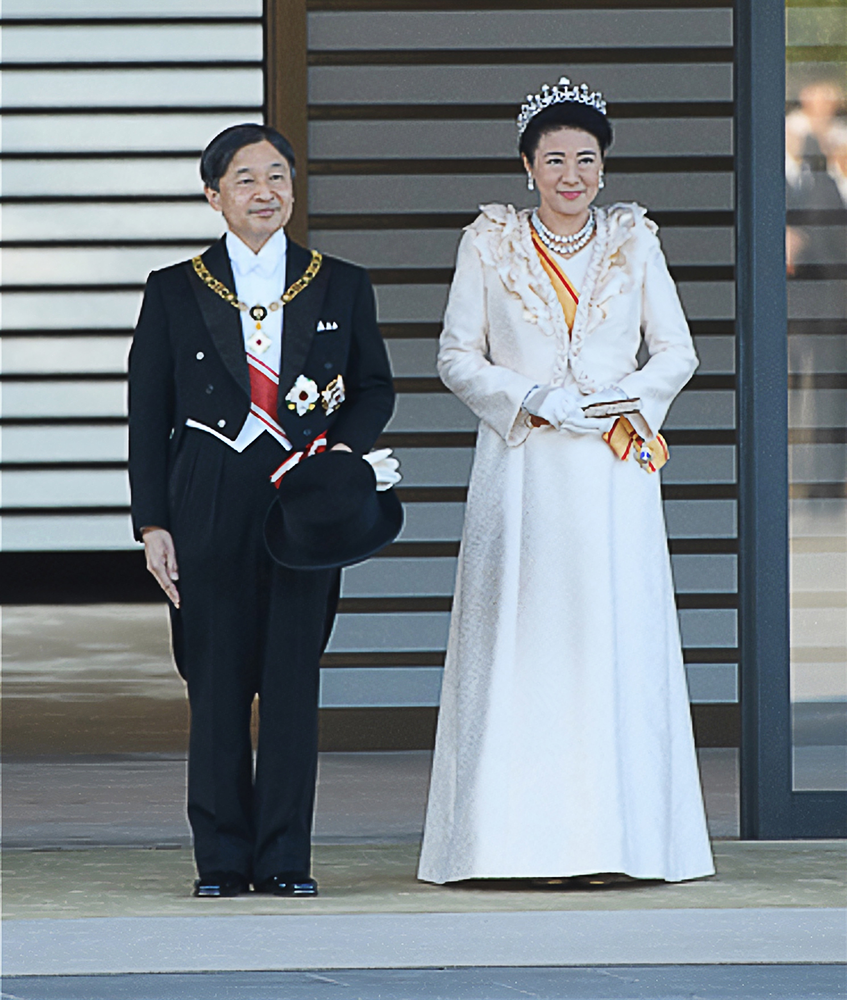
今上天皇德仁與雅子皇后

明仁於2016年（平成28年）8月8日於日本全国发表電視演說，正式表达在世退位的意向。隨著退位程序的啟動，明仁成為自1817年（文化14年）光格天皇以來，相隔202年首位在世退位的天皇。明仁長子德仁親王於2019年（令和元年）5月1日即位並更改年號為「令和」。

## 日本以外的称呼

### 中国

#### 古代至近代
近代以前的中國受華夷思想影響，認為只有華夏君主才可以稱為「皇」，因此多次册封稱实际统治日本的权臣为日本国王，但有时亦承认天皇本人为倭国国王或日本国王，直到清朝同治年間，清政府正式承认日本国与中国地位平等，日本国家元首为天皇。

#### 现代
现时華人世界無論政府还是民間，一般直接以「天皇」、「日本天皇」或「日皇」稱之。

### 朝鮮半島
传统上，朝鲜半岛受华夷思想影响，认为只有中国的君主才可以称为“皇帝”。因此除了日本殖民统治时期外，朝鲜半岛一般称日本天皇为“日本国王”（／）或简称“日王”（／）；但在官方正式场合，仍称之为天皇（／）。

### 英语
英語對天皇的称呼是「Emperor」（皇帝）、「Emperor of Japan」（日本皇帝），也有音译为「Tenno」者。

## 三神器

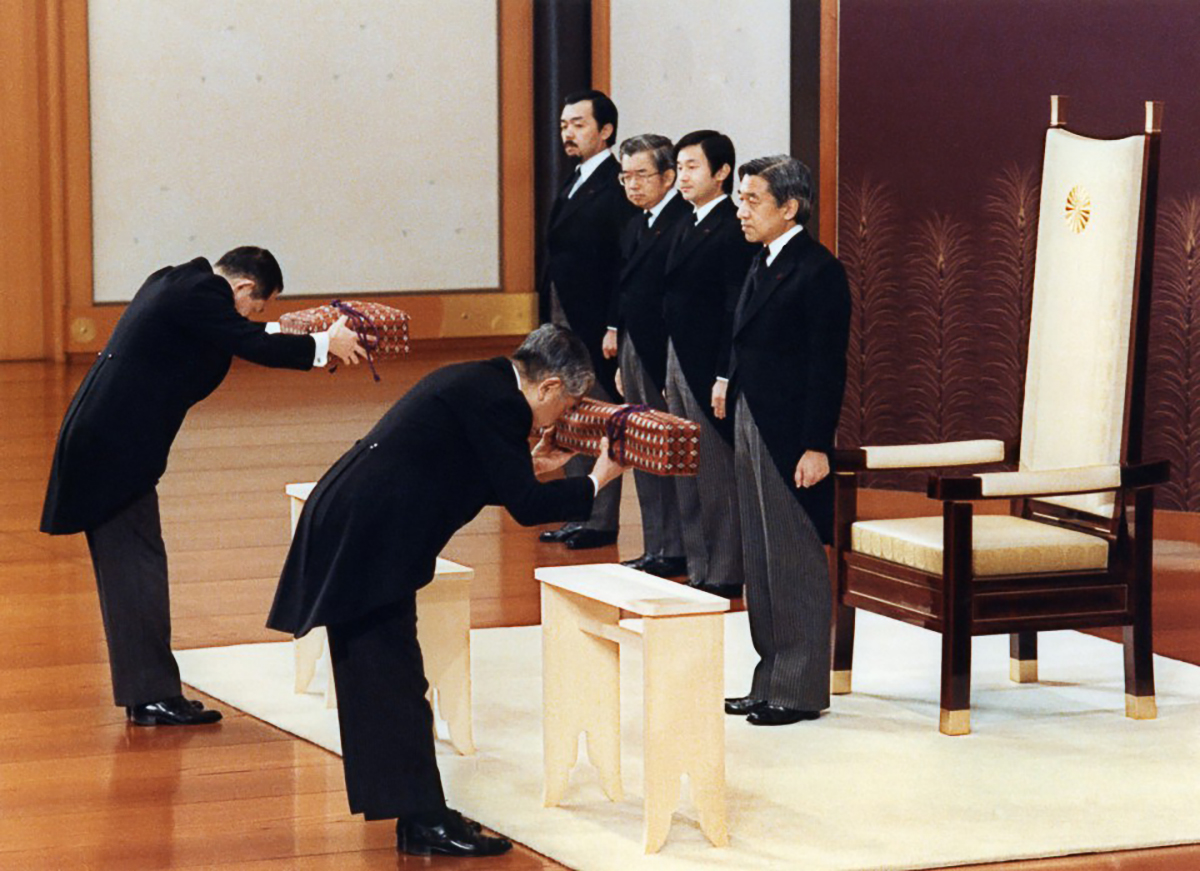
劍璽

三神器被認為是天皇對日本統治正统性的象徵，是皇室的傳家之寶。每有新皇即位時，就會在典禮上奉祀三神器。包括：
- 八咫鏡：一柄镜子，现在供奉于三重县伊势市的伊势神宫[20]。
- 天叢雲劍：又名「草薙劍」，源于創世神话中素戔嗚尊的寶剑，他斬殺八岐大蛇後從其尾部取得。现在供奉于爱知县名古屋市热田区的热田神宫[21]。
- 八尺瓊勾玉：又稱「八阪瓊曲玉」，一枚勾玉。现在供奉于东京都千代田区的皇居。

日本神話中，天叢雲劍是素戔嗚尊斬殺八岐大蛇而得。關於天叢雲劍後來的下落，有一說指出，1185年日本两大武士集团平氏和源氏在坛之浦海域决战，源氏获胜，而平氏所立的安德天皇带着此剑葬身海底；另有一說指出，日本武尊带着此劍在海底長眠。今日熱田神宮所供之天叢雲劍是否為傳說中的寶劍，實已不得而知。至於八咫鏡以及八尺瓊勾玉都在日本「記紀神話」（即《古事記》和《日本書紀》）裡和天照大神有關故事的部分中被提及；名稱中的「八咫」與「八尺」原先只是在形容這兩者的尺寸相當大（有人说八尺是周朝尺寸），後來就變為這兩種神器的專屬名稱。
三神器在日本历史上通常是上任天皇传给下任天皇。偶尔也有通过各種手段争夺的时候，如南北朝时期，北朝後小松天皇用下任天皇繼承權做交換，誘騙南朝後龜山天皇交出所保有的三神器，南朝天皇在交出三神器後退位，但皇統最後由後小松天皇的兒子繼承，到此日本南北朝的分裂合而為一。

## 圖集

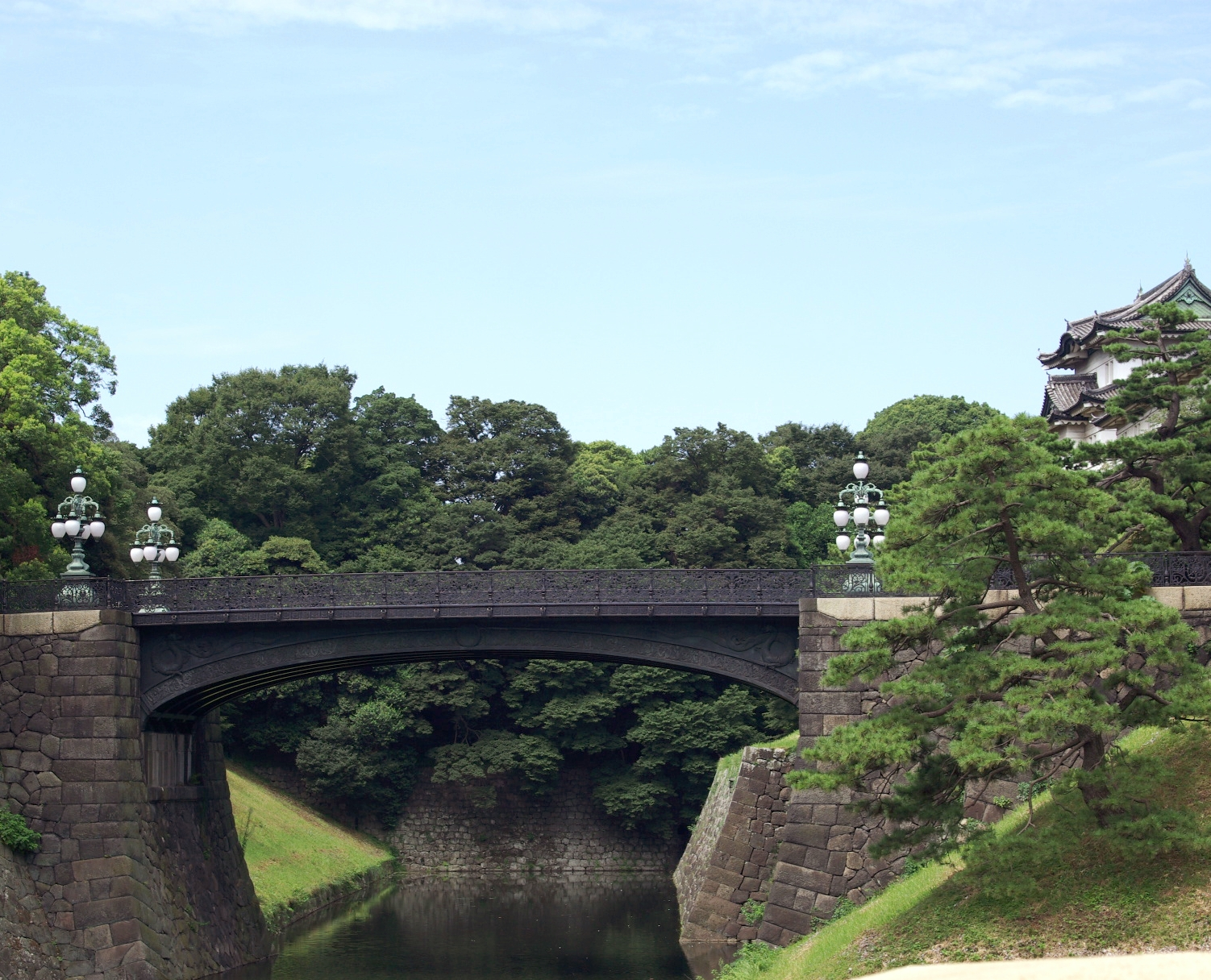
皇居內的二重桥。
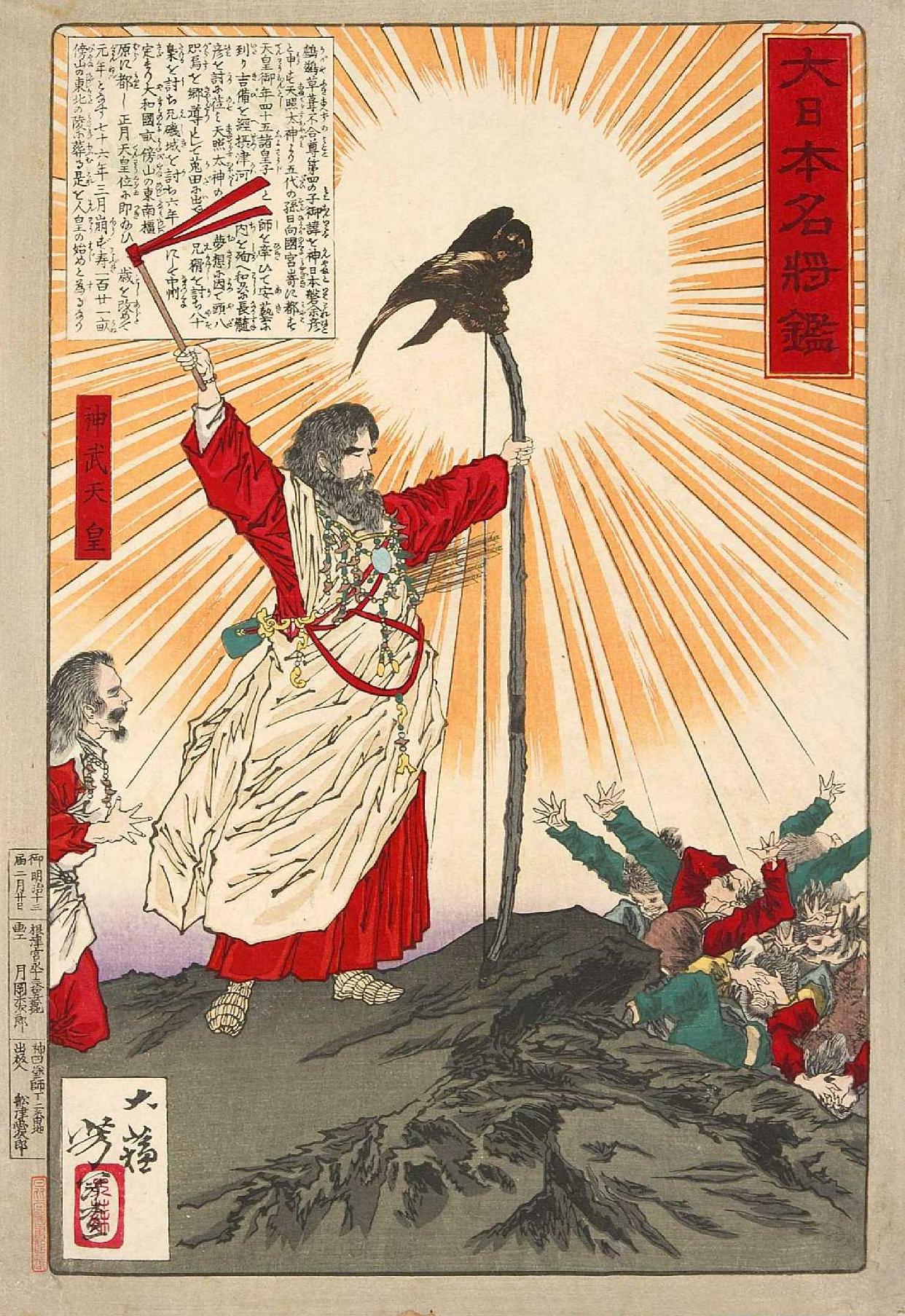
神武天皇，傳說中初代的天皇。
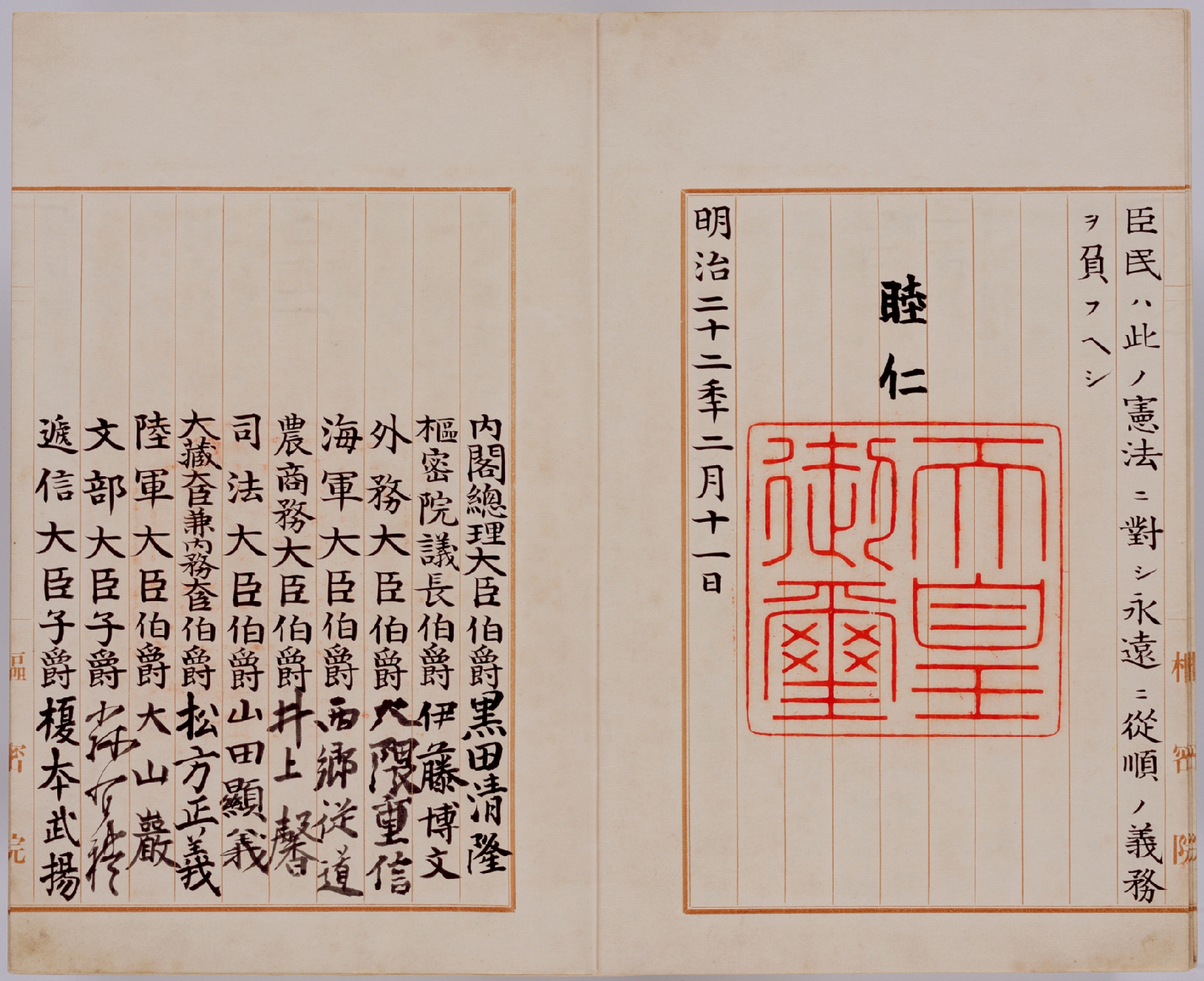
大日本帝国憲法第3頁，明治天皇除了以睦仁之名署名外、亦蓋上了「天皇御璽」的印章（御名御璽）。
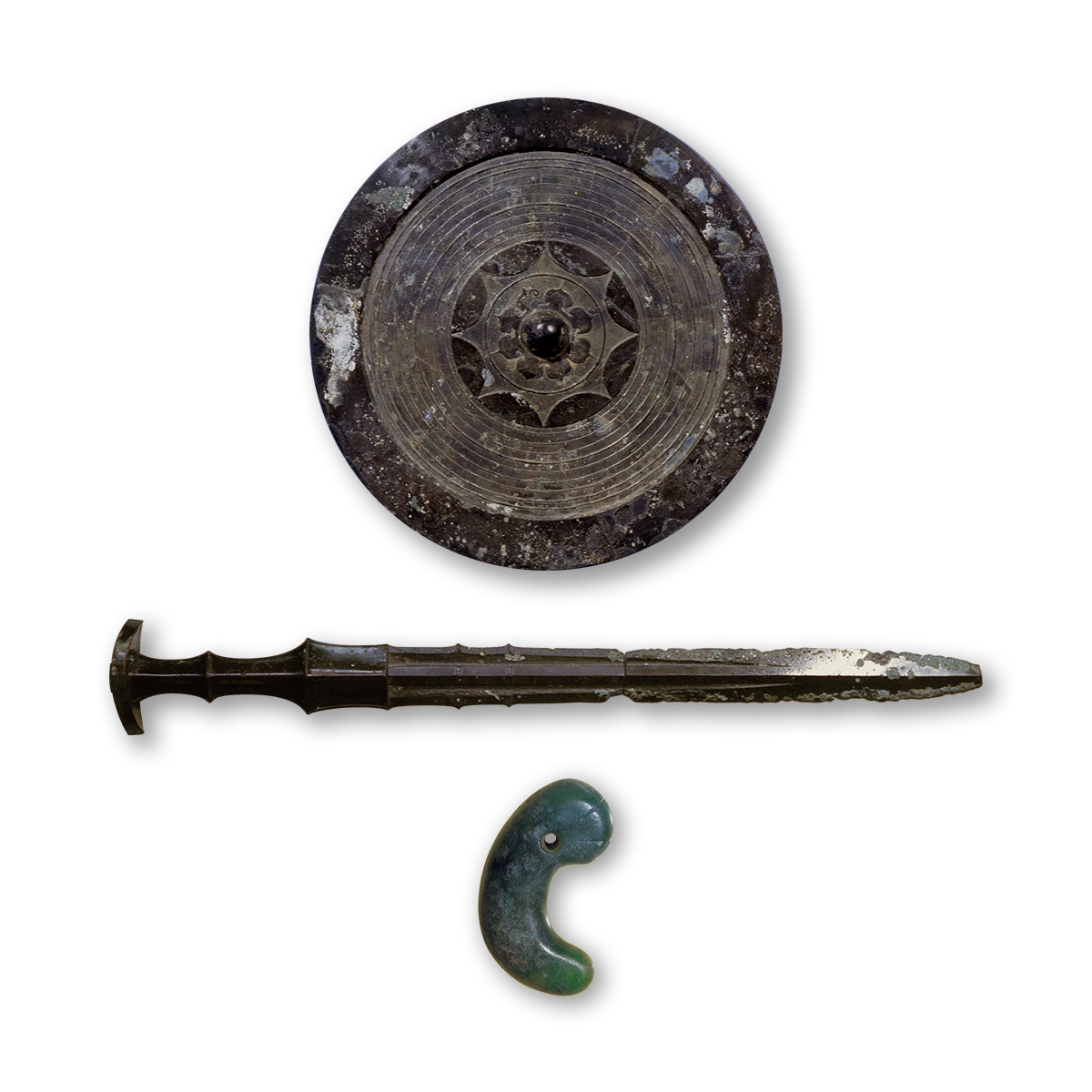
三神器（劍、鏡、玉）的想像外觀